# Gastroenterologia
La gastroenterologia o digestologia (del grec gastḗr- "ventre", -énteron "intestí", i -logía "estudi de") és la branca de la medicina centrada en l'aparell digestiu i els seus trastorns. El sistema digestiu està format pel tracte gastrointestinal, de vegades conegut com el tracte gastrointestinal, que inclou l'esòfag, l'estómac, l'intestí prim i l'intestí gros, així com els òrgans accessoris de la digestió que inclouen el pàncrees, la vesícula biliar i el fetge. El sistema digestiu funciona per moure el material a través del tracte gastrointestinal mitjançant el peristaltisme, descompondre aquest material mitjançant la digestió, absorbir nutrients per utilitzar-los a tot el cos i eliminar els residus del cos mitjançant la defecació. Els metges especialitzats en l'especialitat mèdica de la gastroenterologia s'anomenen gastroenteròlegs. Algunes de les condicions més comunes gestionades pels gastroenteròlegs inclouen la malaltia de reflux gastroesofàgic, sagnat gastrointestinal, síndrome de l'intestí irritable, malaltia inflamatòria intestinal (MII), que inclou la malaltia de Crohn i la colitis ulcerosa, la malaltia d'úlcera pèptica, la vesícula biliar i les vies biliars, la malaltia de la vesícula biliar i del tracte biliar, l'hepatitis i el càncer de còlon, molts problemes de pancreatitis, problemes de nutrició i altres.

## Història

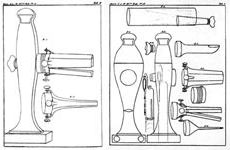
Dibuixos del "Lichtleiter" de Bozzini, un dels primers endoscopis

Citant papirs egipcis, John F. Nunn va identificar un coneixement significatiu de les malalties gastrointestinals entre els metges en exercici durant els períodes dels faraons. Irynakhty, de la desena dinastia, c. 2125 aC, va ser un metge de la cort especialitzat en gastroenterologia, malalties del son i proctologia.
Entre els antics grecs, Hipòcrates va atribuir la digestió a la preparació. Va ser acceptat durant segles que segons Galen l'estómac tenia quatre facultats.

### Segle XVIII
- L'italià Lazzaro Spallanzani (1729–99) va ser un dels primers metges que van ignorar les teories de Galen, i el 1780 va donar proves experimentals sobre l'acció del suc gàstric sobre els aliments.
- El 1767, l'alemany Johann von Zimmermann va escriure una important obra sobre la disenteria.
- El 1777, Maximilian Stoll de Viena va descriure el càncer de la vesícula biliar.[8][9]

### Segle XIX
- El 1805, Philipp Bozzini va fer el primer intent d'observar l'interior del cos humà viu utilitzant un tub que va anomenar Lichtleiter (instrument que guia la llum) per examinar el tracte urinari, el recte i la faringe. Aquesta és la descripció més antiga de l'endoscòpia.[10][11]
- Charles Emile Troisier va descriure l'ampliació dels ganglis limfàtics en el càncer abdominal.[12]
- El 1823, William Prout va descobrir que els sucs estomacals contenen àcid clorhídric.[13]
- El 1833, William Beaumont va publicar Experiments i observacions sobre el suc gàstric i la fisiologia de la digestió després d'anys d'experimentació sobre el subjecte de prova Alexis St. Martin.
- El 1868, Adolf Kussmaul, un conegut metge alemany, va desenvolupar el gastroscopi. Va perfeccionar la tècnica amb una empassada d'espasa.
- El 1871, a la societat de metges de Viena, Carl Stoerk va demostrar un esofagoscopi fet de dos tubs de metall telescòpics, ideat inicialment per Waldenburg el 1870.
- El 1876, Karl Wilhelm von Kupffer va descriure les propietats d'algunes cèl·lules del fetge que ara s'anomenen cèl·lules de Kupffer.
- El 1883, Hugo Kronecker i Samuel James Meltzer van estudiar la manometria esofàgica en humans.

### Segle XX
- El 1915, Jesse McClendon va provar l'acidesa de l'estómac humà in situ.[14]
- El 1921–22, Walter Alvarez va fer la primera investigació electrogastrografia.[15]
- Rudolf Schindler va descriure moltes malalties importants que involucren el sistema digestiu humà durant la Primera Guerra Mundial en el seu llibre de text il·lustrat i alguns el descriuen com el "pare de la gastroscòpia". Ell i Georg Wolf van desenvolupar un gastroscopi semiflexible el 1932.
- El 1932, Burrill Bernard Crohn va descriure la malaltia de Crohn.
- El 1957, Basil Hirschowitz va presentar el primer prototip de gastroscopi de fibra òptica.

### Segle XXI
- El 2005, Barry Marshall i Robin Warren d'Austràlia van rebre el Premi Nobel de Fisiologia o Medicina pel seu descobriment de l'Helicobacter pylori (1982/1983) i el seu paper en la malaltia de l'úlcera pèptica. James Leavitt va col·laborar en la seva investigació, però el Premi Nobel no s'atorga a títol pòstum, per la qual cosa no va ser inclòs en el premi.

## Procediments

### Colonoscòpia

Esquema d'un procediment de colonoscòpia

La colonoscòpia és un procediment que utilitza un tub llarg i prim amb una càmera que es fa passar per l'anus per visualitzar el recte i tota la longitud del còlon. El procediment es realitza per buscar pòlips de còlon i/o càncer de còlon en algú sense símptomes, anomenat cribratge, o per avaluar més els símptomes, com ara sagnat rectal, excrements foscos, canvis en els hàbits intestinals o consistència de les femtes (diarrea, llapis), dolor abdominal i pèrdua de pes inexplicable. Abans del procediment, el metge pot demanar al pacient que deixi de prendre determinats medicaments, com ara anticoagulants, aspirina, medicaments per a la diabetis o antiinflamatoris no esteroides. Normalment, es pren una preparació intestinal la nit abans i al matí del procediment que consisteix en un ènema o laxants, siguin pastilles o pols dissolts en líquid, que provocaran diarrea. És possible que s'hagi d'aturar i reprogramar el procediment si queden excrements al còlon a causa d'una preparació intestinal incompleta perquè el metge no pot visualitzar adequadament el còlon. Durant el procediment, el pacient és sedat i l'oscil·lació s'utilitza per examinar tota la longitud del còlon buscant pòlips, hemorràgies o teixit anormal. Aleshores es pot realitzar una biòpsia o extirpació de pòlips i enviar el teixit al laboratori per a la seva avaluació. El procediment sol durar de trenta minuts a una hora seguit d'un període d'observació d'una a dues hores. Les complicacions inclouen inflor, rampes, una reacció a l'anestèsia, sagnat i un forat a la paret del còlon que pot requerir una colonoscòpia o una cirurgia repetides. Els signes d'una complicació greu que requereixen atenció mèdica urgent o urgent inclouen dolor intens a l'abdomen, febre, sagnat que no millora, marejos i debilitat.

### Sigmoidoscòpia

Sigmoidoscòpia

La sigmoidoscòpia és un procediment semblant a una colonoscòpia que fa servir un tub llarg i prim amb una càmera (scope) que passa per l'anus però que només pretén visualitzar el recte i l'última part del còlon més propera al recte. Tots els aspectes del procediment són els mateixos que per a una colonoscòpia amb l'excepció que aquest procediment només dura de deu a vint minuts i es fa sense sedació. Això normalment permet que el pacient torni a les seves activitats normals immediatament després de finalitzar el procediment.

### Esofagogastroduodenoscòpia (EGD)

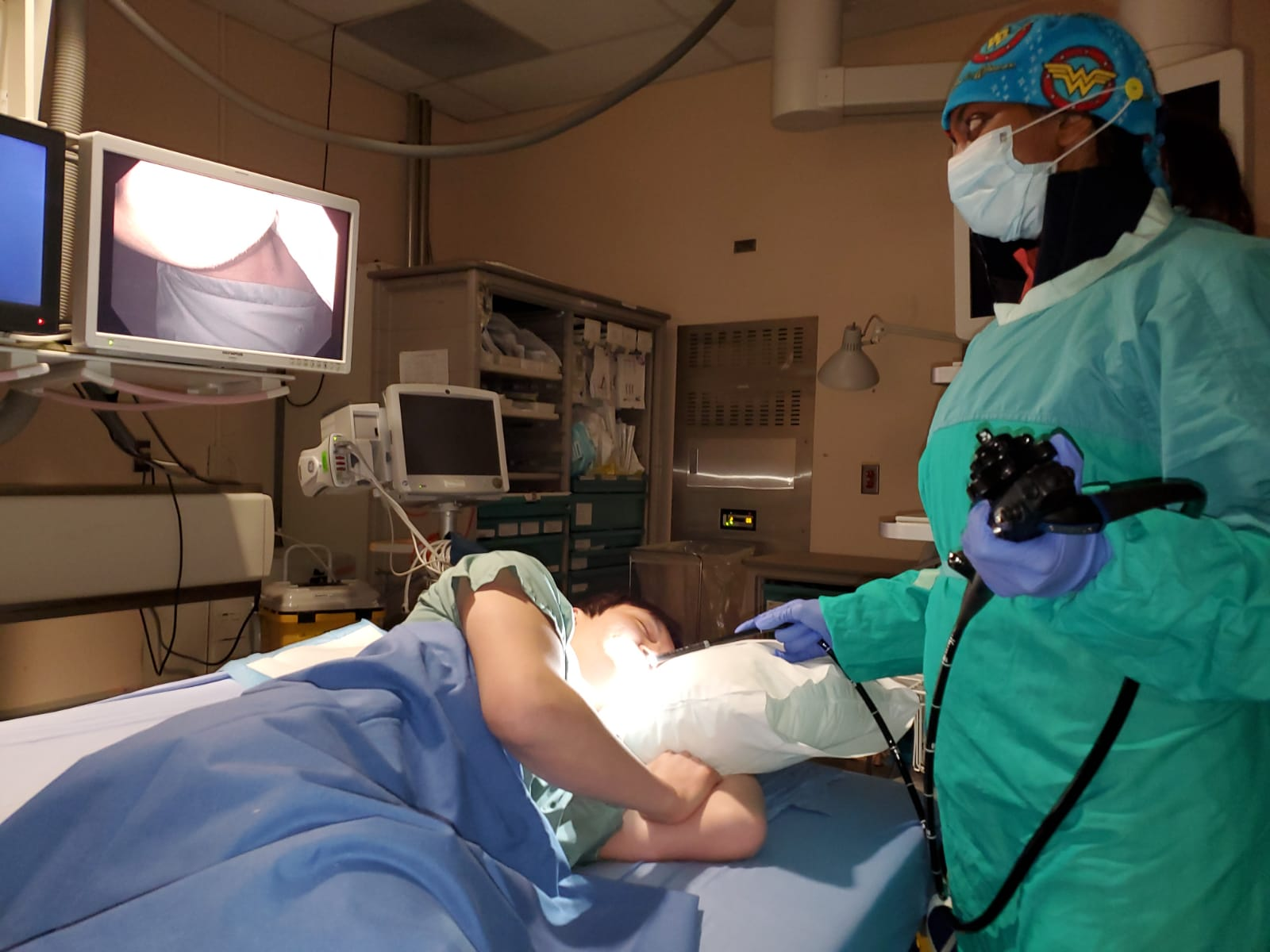
Endoscòpia

Esofagogastroduodenoscòpia és un procediment que utilitza un tub llarg i prim amb una càmera que es passa per la boca per veure l'esòfag ("esòfag-"), l'estómac ("gastro-") i el duodè ("duodeno-"). També es coneix com a endoscòpia superior o simplement endoscòpia. El procediment es realitza per a una avaluació addicional dels símptomes que inclouen ardor d'estómac persistent, indigestió, vòmits de sang, excrements foscos, nàusees i vòmits persistents, dolor, dificultat per empassar, deglució dolorosa i pèrdua de pes inexplicable. També es realitza per a proves posteriors després d'una prova de laboratori que mostra nivells baixos d'hemoglobina sense una causa coneguda o una deglució anormal de bari. El procediment es pot utilitzar per diagnosticar molts trastorns mitjançant la visualització directa o la biòpsia de teixits, com ara varius esofàgiques, estenosis esofàgiques, malaltia de reflux gastroesofàgic, esòfag de Barrett, càncer, malaltia celíaca, gastritis, úlcera pèptica i infecció per H. pylori. Les tècniques intraoperatòries es poden utilitzar per al tractament de determinats trastorns, com ara la banda de varius esofàgiques o la dilatació de les estenoses esofàgiques. El pacient probablement haurà de no menjar ni beure res a partir de 4 hores abans del procediment. La sedació sol ser necessària per a la comoditat del pacient. Aquest procediment sol durar uns trenta minuts seguits d'un període d'observació d'una a dues hores. Els efectes secundaris inclouen inflor, nàusees i mal de coll durant 1 o 2 dies. Les complicacions són rares, però inclouen reacció a l'anestèsia, sagnat i un forat a través de la paret de l'esòfag, l'estómac o l'intestí prim que podria requerir cirurgia. Els signes d'una complicació greu que requereixen atenció mèdica urgent o d'urgència inclouen dolor al pit, problemes per respirar, problemes per empassar, dolor de coll que empitjora, vòmits amb sang o l'aparició de la condició mèdica anomenada vòmit en pòsit de cafè, empitjorament del dolor abdominal, femta amb sang o alquitrà negre, i febre.

### Colangiopancreatografia retrògrada endoscòpica (CPRE)

ERCP

La colangiopancreatografia retrògrada endoscòpica és un procediment que utilitza un tub llarg i prim amb una càmera que passa per la boca fins a la primera part de l'intestí prim per localitzar, diagnosticar i tractar trastorns relacionats amb la bilis i els conductes pancreàtics. Aquests conductes transporten líquids que ajuden a digerir els aliments del fetge, la vesícula biliar i el pàncrees i es poden estrenyir o bloquejar com a resultat de càlculs biliars, infeccions, inflamacions, pseudoquists pancreàtics i tumors dels conductes biliars o del pàncrees. Com a resultat, es pot experimentar mal d'esquena, color groguenc de la pell i una prova de laboratori anormal que mostri un nivell elevat de bilirrubina que podria requerir aquest procediment. No obstant això, el procediment no es recomana si el pacient té pancreatitis aguda, tret que el nivell de bilirrubina es mantingui alt o estigui augmentant, cosa que podria suggerir que el bloqueig encara està present. El pacient probablement haurà de no menjar ni beure res a partir de 8 hores abans del procediment. Després que el pacient estigui sedat, el metge passarà l'endoscopi per la boca, l'esòfag, l'estómac i el duodè per localitzar l'obertura on els conductes drenen a l'intestí prim. Aleshores, el metge pot injectar colorant en aquests conductes i prendre radiografies que mostren una visió en temps real, mitjançant fluoroscòpia, que permeten al metge localitzar i alleujar l'obstrucció. Això es fa mitjançant múltiples tècniques, com ara tallar l'obertura i crear un forat més gran per al drenatge, eliminar els càlculs biliars i altres residus, dilatar parts estretes dels conductes o col·locar un stent que mantingui els conductes oberts. El metge també pot fer una biòpsia dels conductes per avaluar el càncer, la infecció o la inflamació. Els efectes secundaris inclouen inflor, nàusees o mal de coll durant 1 o 2 dies. Les complicacions inclouen pancreatitis, infecció de les vies biliars o de la vesícula biliar, sagnat, reacció a l'anestèsia i perforació de qualsevol estructura que passen l'àmbit o els seus instruments, però especialment el duodè, el conducte biliar i el conducte pancreàtic. Els signes d'una complicació greu que requereixen atenció mèdica d'urgència o d'urgència inclouen excrements amb sang o alquitrà negre, dolor al pit, febre, empitjorament del dolor abdominal, empitjorament del dolor de gola, problemes per respirar, problemes per empassar, vòmits amb sang o amb aspecte de cafè. La majoria de les complicacions d'aquest procediment requereixen hospitalització per al tractament.

## Branques
Hi ha branques de la gastroenterologia que es focalitzen en àrees específiques:
- Hepatologia: malalties del fetge i les vies biliars. Recentment tenen un paper important en el tractament de pacients que han de rebre un trasplantament de fetge. Com les malalties hepàtiques són una de les àrees més complexa de la gastroenterologia, alguns metges s'especialitzen directament en hepatologia. Estudien:
  - el fetge
  - la vesícula biliar,
  - la via biliar i
  - el pàncrees.
- Proctologia: malalties del recte i anus.
- Endoscòpia digestiva.

### Endoscòpia digestiva
Generalment el gastroenteròleg és també endoscopista.
- Endoscòpia digestiva, que inclou:
  - Esofagogastroduodenoscòpia
  - Colonoscòpia, amb les seves varietats més limitades, la rectosigmoidoscòpia i la rectoscòpia
  - CPRE (colangiopancreatografia retrògrada endoscòpica)
  - Ecografia endoscòpica
- Endoscòpia terapèutica: a més de fer diagnòstic d'imatges de les malalties digestives, el gastroenteròleg pot oferir tractament a aquestes; per exemple:
  - aturar el sagnat d'una úlcera pèptica o de varius esofàgiques
  - extreure càlculs que obstrueixin la via biliar
  - fer la resecció de tumors incipients i pòlips
  - col·locar GPE (gastrostomia percutània endoscòpica), etc.